# Edward Sucharda
Edward Sucharda (ur. 18 czerwca 1891 w Brzeżanach, zm. 26 lipca 1947 we Wrocławiu) – polski chemik, profesor Politechniki Lwowskiej, jej prorektor 1933–1935 i rektor 1938–1939, członek Polskiej Akademii Umiejętności, prezes Polskiego Towarzystwa Chemicznego (1947).

## Życiorys
Jego ojciec, też Edward Sucharda, był notariuszem, zaś matka, Helena z Ziembickich, była nauczycielką. Miał troje rodzeństwa.
Do szkół uczęszczał w Jarosławiu i we Lwowie, gdzie w roku 1908 ukończył z wyróżnieniem II Szkołę Realną. W roku 1912 ukończył studia chemiczne na Politechnice Lwowskiej (wówczas w CK Szkole Politechnicznej) i już w 1914 roku uzyskał tytuł doktora nauk technicznych. W latach 1912–1919 był asystentem prof. Stefana Niementowskiego z przerwami, gdy był dwukrotnie powoływany do służby wojskowej w armii austriackiej (lata: 1914/15 i 1918/19). Ostatni okres spędził jako oficer techniczny w fabryce materiałów wybuchowych w Blumau pod Wiedniem.
W listopadzie 1918 powrócił na stałe do Lwowa, wstąpił do Wojska Polskiego i włączył się aktywnie w Obronę Lwowa kierując warsztatami saperskimi i kancelarią. Po zakończeniu działań wojennych przez kilka miesięcy przebywał w Warszawie pracując w Ministerstwie Wojny.
W roku 1920 habilitował się i objął we Lwowie Katedrę Chemii Ogólnej na Wydziale Rolniczo-Lasowym Politechniki. Od roku 1921 był profesorem nadzwyczajnym, a od 1923 – profesorem zwyczajnym. Po śmierci prof. Niementowskiego przejął po nim wydzieloną katedrę Chemii Organicznej i Analitycznej, którą kierował nieprzerwanie do roku 1939.
Pracując na Politechnice dał się poznać jako znakomity organizator, przechodząc całą drogę uczelnianej kariery naukowej. Nieprzerwanie był wybierany na członka Senatu, wielokrotnie był prodziekanem i dziekanem Wydziałów Rolniczo-Lasowego i Chemicznego, przez dwie kadencje prorektorem i wreszcie przez półtora kadencji (1937–1939) rektorem Politechniki Lwowskiej (został wybrany na resztę roku akademickiego 1937/1938 i na rok akademicki 1938/1939). W maju 1939 został wybrany ponownie rektorem, jednak nie przyjął funkcji.
Podczas II wojny światowej, w czasie pierwszej okupacji sowieckiej we Lwowie, mimo trudności, kierował Katedrą Chemii Organicznej w ukraińskim Lwowskim Instytucie Politechnicznym. W okresie okupacji niemieckiej był członkiem Rady Komisarycznej na Politechnice Lwowskiej, której zadaniem było chronienie mienia uczelni. Był jednym z inicjatorów (wspólnie z prof. W. Burzyńskim) utworzenia na Politechnice Technische Fachkurse, kiedy władze niemieckie zezwoliły na kształcenie się tam znacznej grupie młodych ludzi. Oprócz samego nauczania, które później zaliczano na poczet studiów wyższych, uczestnicy Kursów otrzymywali legitymacje („ausweisy”), które pomagały uniknąć wywózki na roboty do Niemiec. Równolegle z oficjalnymi kursami, toczyło się tajne nauczanie studentów, w którym prof. Edward Sucharda aktywnie uczestniczył.
W tym czasie był też członkiem Delegatury Rządu na Kraj na obszar lwowski. Przez jego ręce m.in. przekazywane były dolary dla znajdujących się w ciężkich warunkach materialnych pracowników nauki i sztuki, głównie nauk humanistycznych. Współdziałając z Armią Krajową, ampułkował cyjanek potasu przekazywany następnie do więzień i dla szczególnie narażonych członków Armii Krajowej. Według wspomnień Wacława Szybalskiego, produkowali razem trotyl wykorzystywany potem przy wysadzaniu pociągów i torów kolejowych.
Po zajęciu Lwowa przez wojska sowieckie w 1944 roku początkowo był zatrudniony na Politechnice Lwowskiej. Od końca listopada 1944 do marca 1945 aresztowany przez NKWD i osadzony w lwowskim więzieniu przy ul. Łąckiego. Zarzucano mu „wrogą działalność przeciwko władzy radzieckiej po wygnaniu Niemców z terytorium zachodniej Ukrainy” (paragrafy 54-Ia, 54-II), a chodziło najprawdopodobniej o uczestnictwo w pracach Delegatury Rządu Londyńskiego. W roku 1999 Generalna Prokuratura Ukrainy uznała, że represjonowanie prof. Suchardy było bezpodstawne.
Po zwolnieniu z więzienia pojechał do Krakowa, gdzie przez krótki czas kierował Laboratorium Badawczym Dyrekcji Lasów Państwowych. Następnie jako powołany dziekan, organizował w Krakowie Wydział Chemiczny Politechniki Śląskiej z przyszłą siedzibą w Gliwicach. Otrzymał nominację na Kierownika Katedry Chemii Organicznej i profesora Uniwersytetu Jagiellońskiego w Krakowie. Mimo tego zdecydował się na wyjazd do Wrocławia. Od września 1945 roku był organizatorem Politechniki Wrocławskiej, wówczas tworzonej jako jedna uczelnia z Uniwersytetem Wrocławskim, jako jej prorektor. Równocześnie co dwa tygodnie dojeżdżał na wykłady na Politechnikę Śląską w Gliwicach.
Oprócz PAU oraz PTChem, prof. Sucharda był członkiem Akademii Nauk Technicznych, Warszawskiego Towarzystwa Naukowego, Lwowskiego Towarzystwa Naukowego, członkiem założycielem Wrocławskiego Towarzystwa Naukowego.
Cechowały go ogromne siły witalne. Na uczelni spędzał dziennie około dziesięciu godzin, cały czas będąc w ścisłym kontakcie ze współpracownikami. Sam eksperymentował, projektował i ulepszał aparaturę, samodzielnie wykonując wiele złożonych szklanych zestawów. Nie był przy tym pracoholikiem. Późnym popołudniem rozpoczynał swoją prywatną część życia, równie intensywną. Był bardzo rodzinny, uczestniczył w bogatym życiu towarzyskim. Był samoukiem-pianistą i znakomitym brydżystą. Przed wojną w 1939 roku uprawiał tenis i narciarstwo; był hipnotyzerem i różdżkarzem.
Był żonaty z Marią z domu Wiśniowską. Miał dwoje dzieci: syna Jerzego, żołnierza wywiadu AK, wykładowcę podchorążówek, który 11 marca 1944 roku w wieku 24 lat został zamordowany na ulicy przez dwóch policjantów ukraińskich w służbie niemieckiej, oraz córkę Annę Suchardę-Sobczyk, dr chemii, żonę chemika prof. Lucjana Sobczyka.
Zmarł 26 lipca 1947 roku we Wrocławiu po ciężkiej chorobie nerek, której nabawił się w czasie pobytu w więzieniu. Został pochowany na cmentarzu św. Wincentego we Wrocławiu.

## Działalność naukowa
W działalności naukowej prof. Edwarda Suchardy dają się wyróżnić cztery główne kierunki zainteresowań:
Pierwszy był związany z chemią azotowych związków heterocyklicznych, który przejął od swego nauczyciela prof. Niementowskiego. Obejmował on opracowywanie syntez związków azaaromatycznych: pochodnych pirydyny, naftyrydyny i fenantroliny (uczniowie i współpracownicy: B. Bobrański, H. Kuczyński, C. Troszkiewicz, Z. Skrowaczewska). Kolejne ważne prace to syntezy indygoidów na drodze orto-kondensacji (wspólne z E. Płażkiem).
Druga, całkowicie odrębna dziedzina zainteresowań prof. Suchardy, to analiza ilościowa związków organicznych. W roku 1928 wspólnie z B. Bobrańskim zaprezentował nową kompletną metodę oznaczania zawartości węgla i wodoru w związkach organicznych, adaptując równocześnie metodę Pregla (dla oznaczania azotu). Metoda była szeroko opisywana i stosowana w świecie.
Trzecią grupę zainteresowań stanowiły zagadnienia o charakterze technologicznym w ramach bliskiej współpracy z fabryką barwników „Boruta” w Zgierzu i przemysłem naftowym w Drohobyczu (współpracownicy: Tadeusz Mazoński, H. i L. Kuczyńscy).
Ostatni temat pojawił się około roku 1936 i dotyczył chemii i przetwórstwa produktów terpentynowych, w tym np. problem otrzymywania kamfory, a później przez kilka lat badania struktur związków terpenowych (współpracownicy: H. i L. Kuczyńscy).
W sumie opublikował 57 prac naukowych, zgłosił 5 patentów i był współautorem dwóch podręczników licealnych.

## Ordery i odznaczenia
- Krzyż Komandorski Orderu Odrodzenia Polski, dwukrotnie: 11 listopada 1937[5] (pośmiertnie, 22 lipca 1950[6])
- Krzyż Oficerski Orderu Odrodzenia Polski (19 sierpnia 1946)[7]

## Upamiętnienie
Na Politechnice Wrocławskiej wmurowane są dwie tablice z płaskorzeźbą jego głowy, a jedna z największych sal wykładowych w gmachu głównym nosi jego imię. Także jedna z ulic Wrocławia nosi imię Edwarda Suchardy. Był także patronem Zespołu Szkół Chemicznych we Wrocławiu, obecnie jest współpatronem Gimnazjum Nr 15. Ma także swoją tablicę na gmachu chemii Politechniki Śląskiej w Gliwicach.